# ミドルセックス郡 (マサチューセッツ州)
ミドルセックス郡（英: Middlesex County）は、アメリカ合衆国マサチューセッツ州の郡。ボストン都市圏に含まれる。人口は163万2002人（2020年）で、州内およびニューイングランドで第1位である。郡政府は1997年に廃止された。それまでの郡庁所在地はケンブリッジとローウェルの2つだった。
過去に管理目的で2つの地域があった。ローウェル市が郡庁所在地の北ミドルセックス郡と、ケンブリッジ市が郡庁所在地の南ミドルセックス郡だった。郡政府は1997年に廃止されたが、裁判所の管轄範囲や選挙など管理目的で郡という表現が使われ続けている。アメリカ国立気象局の警報発令範囲にも使われている。

## 歴史
ミドルセックス郡は1643年5月10日に、マサチューセッツ湾植民地会議がこの植民地内を4つのシャイアに分けるという命令を出されたときに、議会によって創設された。当初の領域には現ボストン市のチャールズタウン、ケンブリッジ、ウォータータウン、サドベリー、コンコード、ウーバン、メドフォード、ウェイランド、レディングの町が含まれていた。19世紀後半と20世紀初期、ボストン市が、ミドルセックス郡内にあったチャールズタウンやブライトンなどを併合し、ボストンのあるサフォーク郡は広くなった。

## 郡政府と政治
1997年7月11日、マサチューセッツ州議会は、ミドルセックス郡が破産状態になったためにその政府を廃止した。郡は地理的な区分として残っている。
この廃止の直前まで、ミドルセックス郡政府は、全郡を選挙区とし、4年任期で、2年毎に2人または1人が改選される委員3人で構成される郡政委員会、6年任期で選出される郡財務官、やはり6年任期の郡保安官、および2人の土地登記官で構成されていた。土地登記官は北地区のローウェルに1人、南地区のケンブリッジに1人が駐在し、どちらも6年任期で選出されていた。ローウェルとケンブリッジに上級裁判所を、またウォルサムにミドルセックス郡病院を所有運営していた。保安官事務所や土地登記所の従業員に加え、保守部、安全保証部があり、財務官と委員会の事務所には少数のスタッフがおり、また病院の従業員もいた。郡政委員会が提案した予算は、郡内54市町から1人ずつ代表を送っている郡諮問委員会で承認されていた。諮問委員会の投票は、委員が代表する市町の人口によって重み付けがなされていた。郡の歳入は主に、土地登記料金、登記実行税、不動産の販売価格で評価された譲渡税であり、これも土地登記官が徴収していた。
ミドルセックス郡を廃止した州法では、保安官と土地登記官を残し、管理目的で保安官は州の公衆安全局に、土地登記官は州務省の管理下に置いた。さらに郡の保守部や安全保証部の従業員は、州地方裁判所の相当する部門に吸収された。2つの上級裁判所の所有権は州に移管された。病院は閉鎖された。郡政委員会事務所は即座に廃止され、財務官事務所も2002年12月31日に閉鎖された。
保安官と2人の土地登記官の他に、ミドルセックス地区検察官、ミドルセックス検認官、ミドルセックス裁判所事務官（郡政府の廃止以前に州政府に属していた）は全て6年間任期で、郡全体を選挙区に選ばれている。資産税の評価と徴収、公共教育、道路の保守、選挙といった郡政府の機能は市町レベルで遂行されている。
土地の所有権記録は2人の土地登記官事務所で維持されている。最初の郡土地登記官事務所は1649年にケンブリッジで創設された。1855年、州議会が北地区の土地登記官事務所をローレル市に作った。北地区はローレル市とビレリカ、カーライル、チェルムズフォード、ドラカット、ダンステーブル、チュークスベリー、ティングスボロ、ウェストフォード、ウィルミントンの町で構成されている。残り44市町が南地区となっている。
郡政府が廃止された後でも、市町は独自の地域協定やサービスの共有を行う権利を認められている。

### 政治
| 年     | 民主党         | 共和党         |
| ------ | -------------- | -------------- |
| 2012年 | 62.6% 467,173  | 35.7% 266,307  |
| 2008年 | 64.2% 462,226  | 34.1% 245,215  |
| 2004年 | 63.99% 440,862 | 34.52% 237,815 |
| 2000年 | 61.49% 404,043 | 30.27% 198,914 |
| 1996年 | 63.41% 398,190 | 27.06% 169,926 |
| 1992年 | 49.89% 343,994 | 28.10% 193,703 |
| 1988年 | 54.57% 361,563 | 43.82% 193,703 |
| 1984年 | 50.26% 325,065 | 49.42% 319,604 |
| 1980年 | 42.46% 270,751 | 40.30% 256,999 |
| 1976年 | 55.94% 359,919 | 40.42% 260,044 |
| 1972年 | 55.91% 345,343 | 43.56% 269,064 |
| 1968年 | 64.11% 370,310 | 32.60% 188,304 |
| 1964年 | 76.25% 439,790 | 23.36% 134,729 |
| 1960年 | 59.01% 356,130 | 40.78% 246,126 |

| 民主党 | 351,993 | 37.45% |
| 共和党 | 98,461  | 10.48% |
| 無党派 | 484,279 | 51.53% |
| 少数党 | 5,156   | 0.55%  |
| 合計   | 939,889 | 100%   |

## 地理
アメリカ合衆国国勢調査局に拠れば、郡域全面積は847.54平方マイル (2,195.1 km2)であり、このうち陸地823.46平方マイル (2,132.8 km2)、水域は24.08平方マイル (62.4 km2)で水域率は2.84%である。
郡の南東境はチャールズ川が流れ、郡内はメリマック川、ナシュア川、コンコード川などの河川が流れている。
ボストン大都市圏の郊外であるメトロウェストが郡南部の大半を占めている。

### 隣接する郡
- ヒルズボロ郡 (ニューハンプシャー州) - 北
- エセックス郡 - 北東
- サフォーク郡 - 南東
- ノーフォーク郡 - 南
- ウースター郡 - 西

### 国立保護地域
- アサベット川国立野生生物保護区
- グレートメドウズ国立野生生物保護区
- ロングフェロー邸・ワシントンの作戦本部国立歴史史跡
- ローウェル国立歴史公園
- ミニットマン国立歴史公園
- オックスボウ国立野生生物保護区（部分）

## 人口動態
以下は2010年国勢調査による人口統計データである。
| 基礎データ - 人口: 1,503,085人 - 世帯数: 580,688 世帯 - 家族数: 366,656 家族 - 人口密度: 687人/km2（1,780人/mi2） - 住居数: 576,681 軒 - 住居密度: 270軒/km2（700軒/mi2） 人種別人口構成（2008年時点） - 白人: 80.0% - アフリカン・アメリカン: 4.7% - ネイティブ・アメリカン: 0.2% - アジア人: 9.3% - 太平洋諸島系: 0.0% - その他の人種: 3.3% - 混血: 2.5% - ヒスパニック・ラテン系: 6.5% 先祖による構成 - アイルランド系：20.0%（国内最大級） - イタリア系：15.7% - イギリス系：8.0% 言語による構成 - 英語：79.6% - スペイン語：4.3% - ポルトガル語：2.7% - イタリア語：1.6% - 中国語：1.6% - フランス語：1.5% | 年齢別人口構成 - 18歳未満: 22.5% - 18-24歳: 9.0% - 25-44歳: 33.4% - 45-64歳: 22.4% - 65歳以上: 12.8% - 年齢の中央値: 36歳 - 性比（女性100人あたり男性の人口） - 総人口: 93.7 - 18歳以上: 90.7 世帯と家族（対世帯数） - 18歳未満の子供がいる: 30.2% - 結婚・同居している夫婦: 51.3% - 未婚・離婚・死別女性が世帯主: 9.9% - 非家族世帯: 35.7% - 単身世帯: 27.1% - 65歳以上の老人1人暮らし: 9.5% - 平均構成人数 - 世帯: 2.52人 - 家族: 3.11人 収入と家計 - 収入の中央値 - 世帯: 60,821米ドル（2009年推計では77,004ドル） - 家族: 74,194米ドル（2009年推計では96,325ドル） - 性別 - 男性: 49,460米ドル - 女性: 36,288米ドル - 人口1人あたり収入: 31,199米ドル - 貧困線以下 - 対人口: 6.5% - 対家族数: 4.3% - 18歳未満: 7.2% - 65歳以上: 7.1% |

## 都市と町
郡内の市町の大半は町の形態を採っている。下記リストにある村は統計と郵便用の区画であるが、それが含まれる市町と別の政体を作ってはいない。
| - アクトン町 - アーリントン町 - アシュビー町 - アシュランド町 - エアー町 - ディブンス村、ハーバード、シャーリー - ベッドフォード町 - ベルモント町 - ビレリカ町* - ノースビレリカ村 - パインハースト村 - ボックスボロ町 - バーリントン町 - ケンブリッジ市, - 郡庁所在地 - カーライル町* - チェルムズフォード町* - ノースチェルムズフォード村 - コンコード町 - ウェストコンコード村 - ドラカット町* - ダンステーブル町* - エバレット市 - フレイミングハム町 - ノブスコット村 - サクソンビル村 - サウスフラミンガム地区 - グロトン町 - ホリストン町 - ホプキントン町 | - ハドソン町 - レキシントン町 - イーストレキシントン村 - リンカーン町 - リトルトン町 - リトルトンコモン村 - ローウェル, - 郡庁所在地* - モールデン市 - マールボロ市 - メイナード町 - メドフォード市 - メルローズ市 - メルローズハイランズ地区 - ネイティック町 - ニュートン市 - オーバーンデール村 - チェスナットヒル、ボストン市の村、ブルックラインとニュートン - ニュートンセンター村 - ニュートンハイランズ村 - ニュートンローワーフォールズ村 - ニュートンアッパーフォールズ村 - ニュートンビル村 - ノーナンタム村 - トンプソンビル村 - ウェイバン村 | - ノースレディング町 - ペパレル町 - イーストペパレル村 - レディング町 - シャーボーン町 - シャーリー町 - サマービル市 - ストーナム町 - ストウ町 - サドベリー町 - チュークスベリー町* - タウンゼンド町 - ティングスボロ町* - ウェイクフィールド町 - ウォルサム市 - ウォータータウン市 - ウェイランド町 - コチチュエイト村 - ウェストフォード町* - フォージビル村 - グラニットビル村 - ナブナセット村 - ウェストン町 - ウィルミントン町* - ウィンチェスター町 - ウーバン市 |

* 北地区の自治体